# Mabel Mambretti
Mabel Mambretti (* 29. November 1942) ist eine argentinische Komponistin und Musikwissenschaftlerin.
Mambretti erhielt ihre erste musikalische Ausbildung bei Helvecia Braga und Elizabeth Bagnes, besuchte das Conservatorio Nacional Carlos López Buchardo und studierte bis 1968 an der Musikfakultät der Universidad Católica Argentina. Zu ihren Lehrern zählten die Komponisten Alberto Ginastera, Luis Gianneo, Roberto Camaño, Juan Carlos Paz, Gerardo Gandini, Yannis Ioannidis, und Antonio Estévez und die Musikwissenschaftler Carlos Vega, Isabel Aretz, Juan Francisco Giacobbe, Carlos Suffern, Mario García Acevedo, Luis Felipe Ramón y Rivera und Lauro Ayestarán. Außerdem besuchte sie musikwissenschaftliche Kurse bei Robert Stevenson und F. Curt Lange.
Von 1969 bis 1983 lebte Mambretti in Venezuela, wo sie am Instituto Latinoamericano de Etnomusicología und am Instituto Nacional de Folklore de Venezuela wirkte. Außerdem unterrichtete sie Komposition am Conservatorio Nacional de Música Juan José Landaeta sowie Musikgeschichte und -ästhetik an der Escuela de Música Prudencio Esaá. Seit 1991 ist sie Professorin für Musikgeschichte am Conservatorio Nacional de Música Carlos López Buchardo in Buenos Aires.
Mambretti verfasste Essays, Musikkritiken und Reportagen für verschiedene Zeitschriften in Argentinien und Venezuela. Für das schwedische Sohlmans Lexikon verfasste sie einen Artikel über die Musik in Venezuela seit dem Anfang des 19. Jahrhunderts bis zur Gegenwart. Zwischen 1975 und 1980 erarbeitete, produzierte und leitete sie in Venezuela mehrere musikdidaktische Rundfunkserien, u. a. Música del Romanticismo und Compositores venezolanos del siglo XX.

## Werke
- für Klavier Solo:
  - Suite
  - Sonata Nº 1
  - Sonata cosmogónica
- für Klavier und Gesang:
  - Ocho visiones (Text: Bettina Edelberg)
  - Voces perdidas (Text: Fernando Paz Castillo)
- für Violine und Klavier:
  - Cuatro astrofonías
  - Diálogos socegados
  - Erofonía I
- für Cello und Klavier:
  - Sonatina
  - Espacios euclideos
  - Middlemist
- für Violine, Cello und Klavier:
  - Soledades áureas
  - Cuatro piezas para trio
  - Trio crepuscular
- für Violine, Viola, Cello und Klavier:
  - Adventus
  - Erofonla II
- für Streichquartett:
  - Cuarteto para cuerdas Nº 1
  - Cuarteto para cuerdas Nº 2
  - Travesía ("Desde la heterogeneidad", "Por la búsqueda", "Hasta la Integración!")
- für Streichorchester
  - Concertino
  - Secuencias libres
  - Secuencias integrales
  - Divertimento
- für Chor:
  - Nocturno
  - Coralium meatin
  - Iqbaliana I
  - Iqbaliana II
  - Invocation finale
  - Nocturnal

| Personendaten    | Personendaten                                        |
| ---------------- | ---------------------------------------------------- |
| NAME             | Mambretti, Mabel                                     |
| KURZBESCHREIBUNG | argentinische Komponistin und Musikwissenschaftlerin |
| GEBURTSDATUM     | 29. November 1942                                    |